# عبد الله عبد العزيز (لاعب كرة قدم)
عبد الله عبد العزيز احمد حماد الرئيسي (مواليد 10 يونيو 2002) لاعب كرة قدم إماراتي يجيد اللعب كلاعب وسط مع نادي عجمان في دوري الخليج العربي الإماراتي.